# Urkiolamendi
El Urkiolamendi o Urkiolaguirre es una montaña de 1.011 metros de altitud perteneciente a los Montes Vascos. Está situado en Vizcaya País Vasco (España). Forma parte de los llamados Montes del Duranguesado dentro del parque natural de Urkiola.
Situado al lado del puerto de montaña de Urkiola es una verde y suave cima que se sitúa entre el collado de Urkiola, a 712 metros de altitud, que es donde se forma el puerto y el de Asuntze, a 870 metros de altitud, donde se encuentra la fuente de aguas ferruginosas conocida como Pol-pol. Paso obligado, bien por la cima o bordeándolo, para acceder al cordal del Anboto.

## Descripción

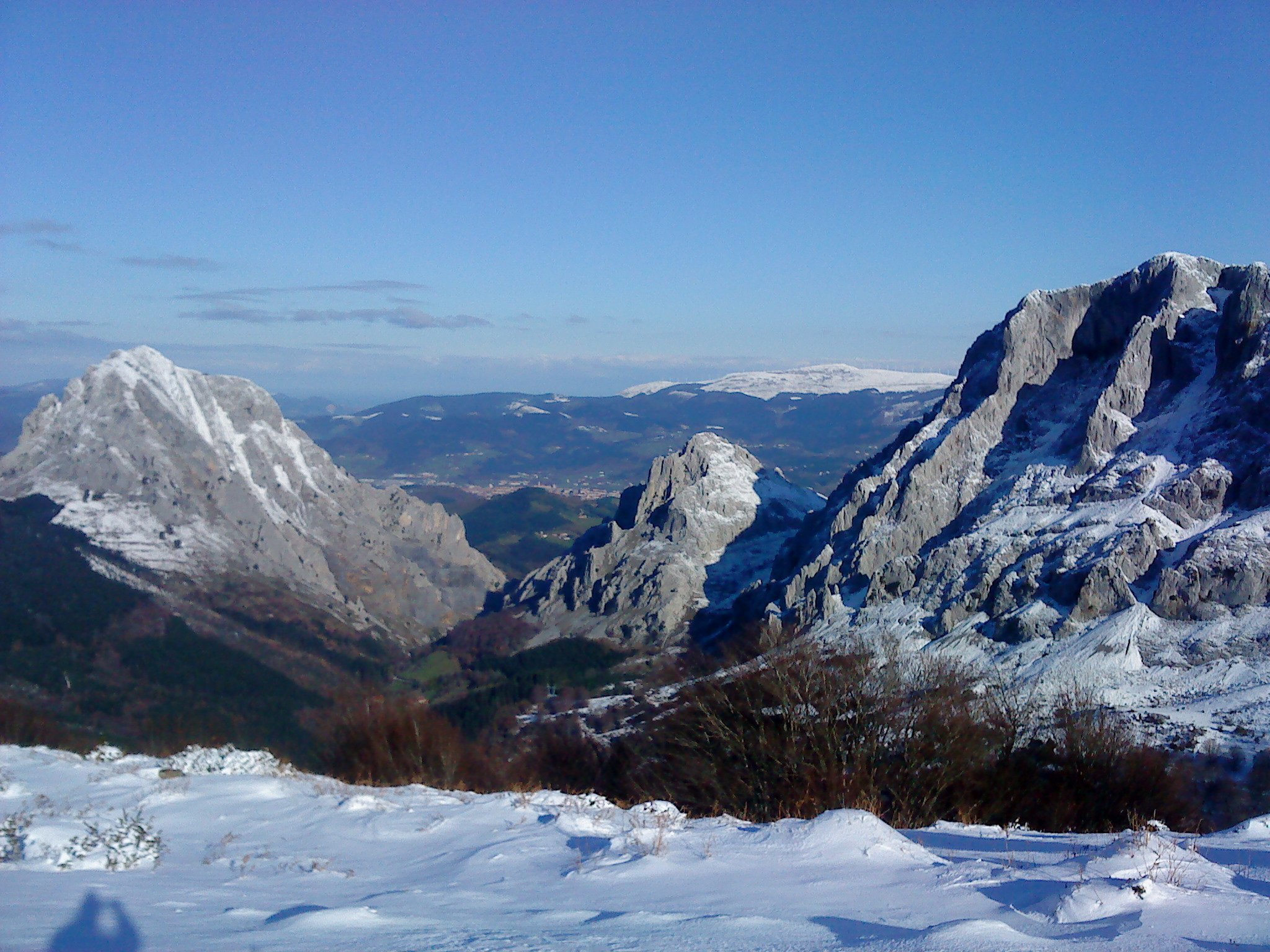
Vista desde urkiolamendi. Untzillaitz, Aitz Txiki y Alluitz con nieve.

Su altura de más de 1.000 metros contrasta con la facilidad y sencillez de su ascenso. Se sitúa como cabeza del valle de Mendiola y destaca entre las peñas calizas que forman el desfiladero de Atxarte, el Aitz Txiki y Alluitz a un lado y al otro el Untzillaitz. En contraste con ellos el Urkiolamendi tiene formas redondeadas y permanece cubierto de vegetación.
Forma parte del macizo del Amboto, aunque se ubica fuera de su cordal, esa crestería caliza que tanto llama la atención. En la ladera sur se encuentra el Santuario de Urkiola y todo el complejo de bienvenida del parque natural de Urkiola.
Las laderas del Urkiolamendi están cubiertas de hayedos, muchos de ellos trasmochos por haber sido utilizados para la fabricación carbón vegetal, y alguna plantación, particularmente en la ladera sur, de  ciprés de Lawson, por encima de los 800 metros se abren los prados de hierba. 
Desde su cumbre se tiene una soberbia vista del parque natural del Urkiola, hacia el sur los bosques caducifolios que cubren la cuenca del río Urkiola que se dirige hacia Álava, cerrado por el este por la sierra de Aragio con las cimas del Orisol y el Izpizte. Al este los cercano e impresionantes Montes del Duranguesado con el Amboto, con sus 1.311 metros de altitud coronándolos al lado derecho según se mira y el trío del Alluitz,  Aitz Txiki  y Untzillaitz a la izquierda. Entre en Aitz Txiki y el Untzillaitz, ya mirando al norte, el valle del Ibaizabal con la localidad de Abadiano al fondo. Al norte, entre el Untzillaitz y el Mugarra se ve el macizo del Oiz con sus 1.026 metros de altitud y sus antenas y molíno eólicos, detrás el mar. Al oeste, a pie de ladera el puerto de Urkiola y el área de recepción del Parque donde destaca el Santuario de los Santos Antonios. Enfrente el Saibi con su gran cruz y detrás de él, cercanos, el macizo del Eskubaratz con el Arrietabaso como máxima altura, y entre este y el Mugarra la sierra de Aramotz. Al fondo se distingue el Gorbea.

## Ascensos
El Urkiolamendi es un monte de paso. Casi todos los aficionados a la montaña que van a internarse en la crestería del Amboto optan por coronal previamente la cumbre de este monte. La subida normal, muy cómoda y sin dificultad, se realiza desde el Santuario de Urkiola. Hay otros acceso, pero son menos utilizados.
- Desde Urkiola.

Partiendo de los alrededores del santuario (712 metros de altitud), de alguno de los aparcamientos que lo rodean, nos dirigimos ladera arriba dejando la pista a la derecha. Esa pista, que va bordeando el monte conduce al collado de Asuntze donde está la fuente de Pol-pol. El camino que seguimos es un tramo del Sendero de Gran Recorrido GR-12. que nos llevará hasta la cima.
El camino transcurre todo el rato por prados y alguna replantación reciente de árboles de hoja caduca y atraviesa algún pequeño bosque de coníferas pero todo ello muy abierto predominado la hierba. 
- Desde Atxarte.

Desde el fondo del valle de Mendiola se parte del desfiladero de Atxarte que tiene una altitud de 
300 metros y donde se puede dejar el coche en la explanada de las canteras ya inactivas.  Se cruza el río Mendiola por el puente que está justo entre de la ermita del Santo Cristo y el viejo molino. El puente forma parte de la vieja calzada que cruzaba el puerto de Urkiola, calzada que fue abandonada cuando se realizó el camino nuevo por Mañaria. 
Se remonta el valle por una cómoda pista que tiene tramos de gran pendiente hasta alcanzar la cota de los 450 metros de altitud, dirigirnos a la izquierda hacia los prados de Guenzelai, desde allí, al lado de unas hayas, nos dirigimos hacia el suroeste dejando el cresterio a la izquierda. Se atraviesa el hayedo de Amilla, al final ala derecha encontramos la fuente de Amilla (620 m), y seguimos ascendiendo por la senda hasta llegar a Asuntze.
- Desde Asuntze

A un lado de la pista que viene desde Urkiola hay un pequeño refugio, al otro lado se abren las campas de Asuntze y entre unos árboles la fuente pol-pol. Un poco antes del refugio se abre en una cerca un paso que da acceso a la pista que sube la ladera entre espinos llega a la cumbre del Urkolamendi en unos 20 minutos.
Tiempos de accesos: 
- Urkiola (1h ).
- Atxarte (1h 30 m).